# Donje Mladice
Donje Mladice (en serbe cyrillique : Доње Младице) est un village de Bosnie-Herzégovine. Il est situé dans la municipalité d'Istočna Ilidža, république serbe de Bosnie.